# Kompaniivka
Kompaniivka (în ucraineană Компаніївка) este așezarea de tip urban de reședință a raionului Kompaniivka din regiunea Kirovohrad, Ucraina. În afara localității principale, mai cuprinde și satele Hromadske, Jîvanivka și Lujok.

## Demografie
Componența lingvistică a așezării de tip urban Kompaniivka
     Ucraineană (96,35%)
     Rusă (2,86%)
     Alte limbi (0,42%)
Conform recensământului din 2001, majoritatea populației așezării de tip urban Kompaniivka era vorbitoare de ucraineană (96,35%), existând în minoritate și vorbitori de rusă (2,86%).